# 다나 가르시아
다나 가르시아(Danna García, 1978년 2월 4일 ~ )는 콜롬비아의 배우, 모델이다.